# Регіональний ботанічний сад (Голд-Кост)
Регіональний ботанічний сад Голд-Коста (англ. Gold Coast Regional Botanic Gardens, раніше відомий як Регіональний ботанічний сад Россер-Парк, або просто як Россер-Парк) — ботанічний сад у місті Голд-Кост (штат Квінсленд, Австралія). Був створений у 2002 році, перші посадки почалися у 2003 році. 

## Історія та розбудова
У 1969 році Джон та Ессі Россери, місцеві виробники меду, подарували місту 2,02 га для створення парку. У 2000 році міська рада офіційно затвердила цей парк, тоді відомий як «Парк Россера», як міський ботанічний сад.
Розробка генерального плану ботанічного саду тривала понад 18 місяців і включала в себе дослідження, аналіз місцевості та консультації з громадськістю. План був остаточно прийнятий міською радою Голд-Коста у 2002 році. У листопаді 2003 року генеральний план проекту вартістю 12 мільйонів доларів отримав схвалення за свій дизайн і залучення громади.
Інавгураційний День посадки дерев та церемонія відкриття відбулися 27 липня 2003 року.
До лютого 2006 року трансформація саду була в самому розпалі, і нещодавно було завершено створення нового розарію та ділянки від мангрових заростей до гірської місцевості.

### Сенсорний сад
У лютому 2006 року Ротарі Інтернешнл у партнерстві з Радою створили сенсорний сад для людей з обмеженими можливостями, щоб розвивати п'ять почуттів. Члени Ротарі Інтернешнл та учні школи AB Paterson School висадили понад 3400 рослин у цьому саду.

## Графік роботи
Ботанічний сад відкритий з 5:00 до 19:00 щодня.
Вхід до ботанічного саду вільний.

## Ботанічні колекції
У цьому саду є безліч рослин, в тому числі:
- колекція араукарій,
- сад троянд,
- город (овочі на опорах),
- фруктовий сад,
- сад трав'янистих рослин (у тому числі різні види і сорти томатів і перцю),
- сад почуттів, створений у співпраці з міською радою Rotary International для людей з обмеженими можливостями.

## Галерея

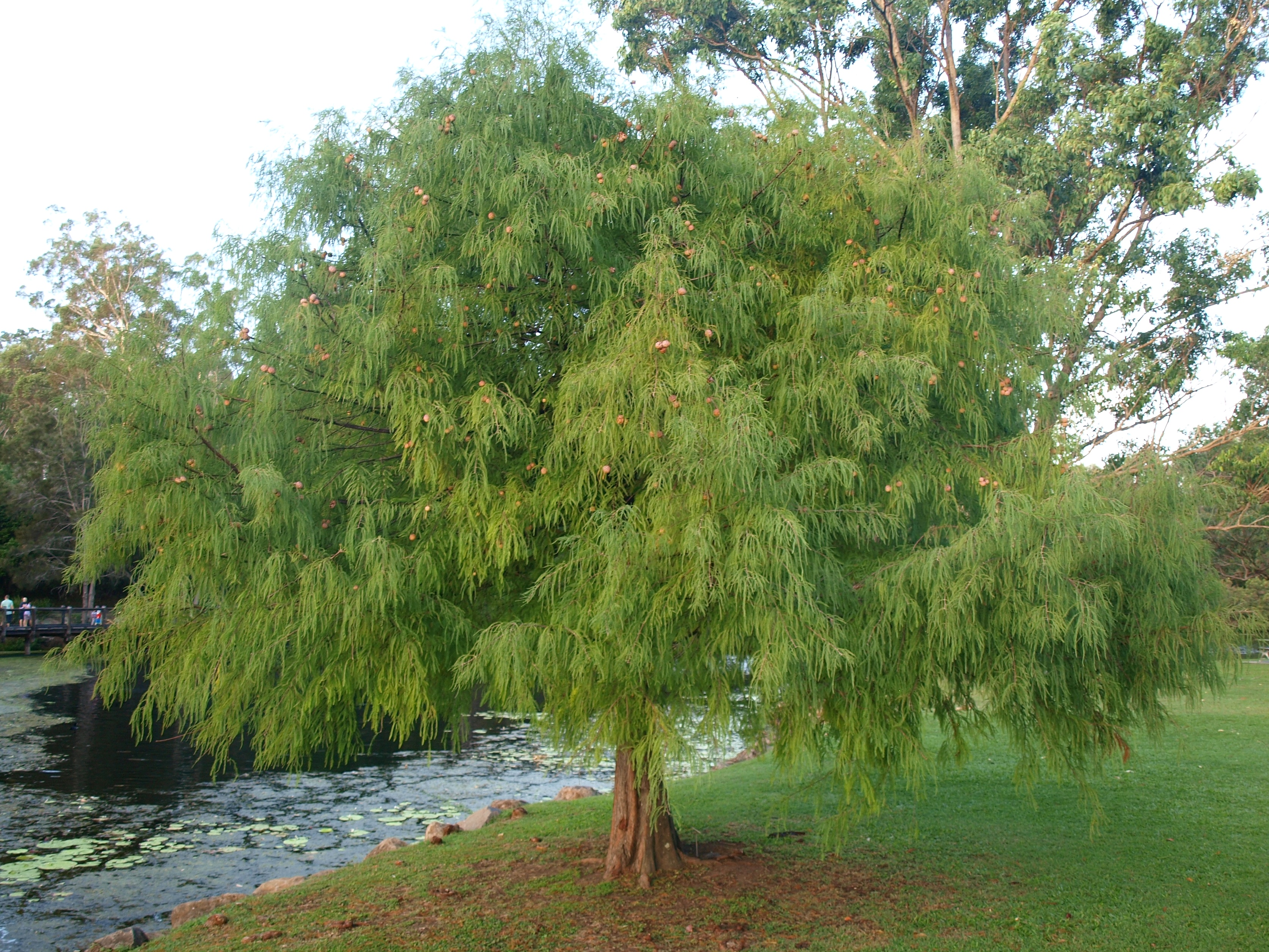
Таксодіум дворядний
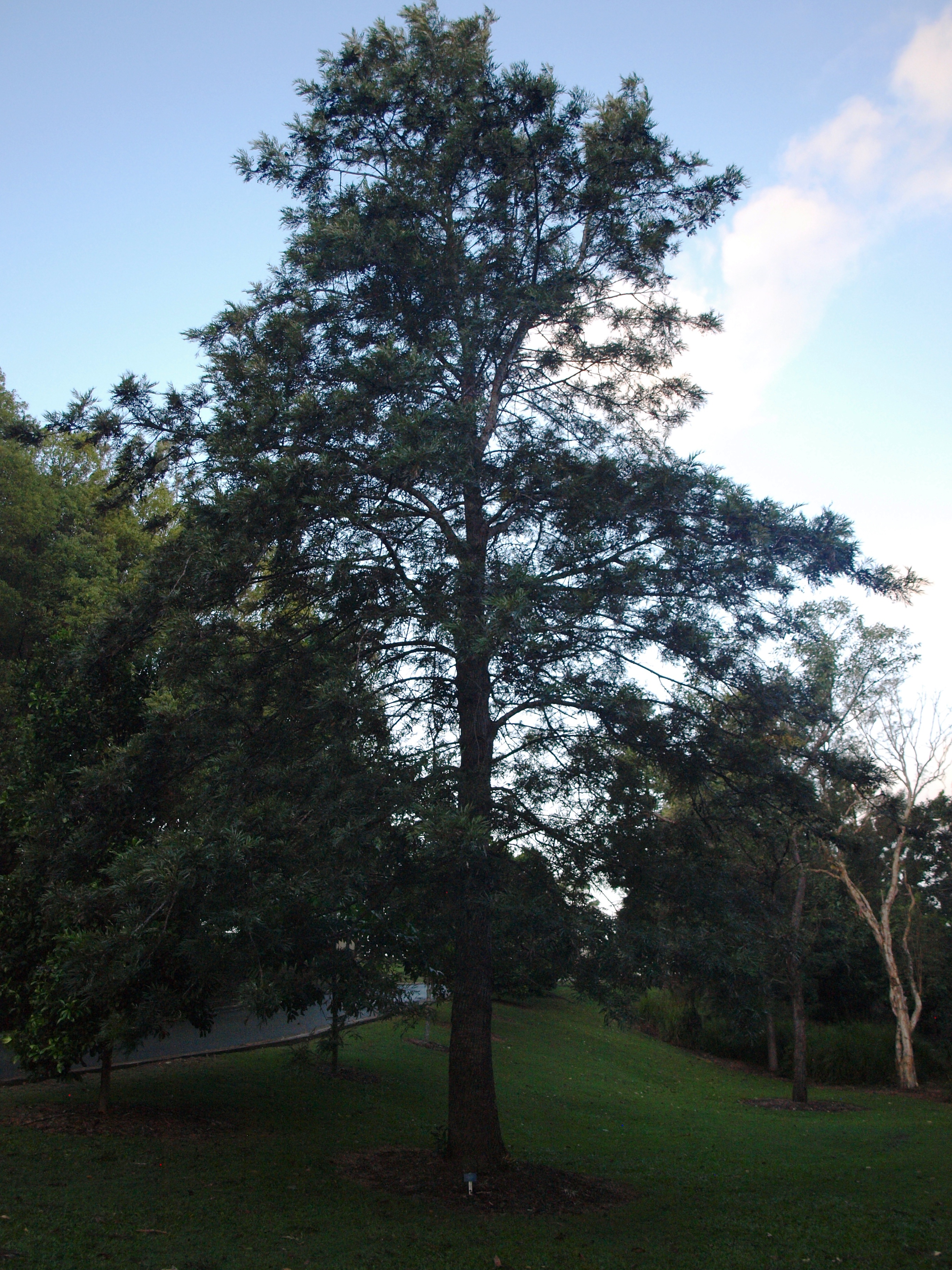
Grevillea robusta
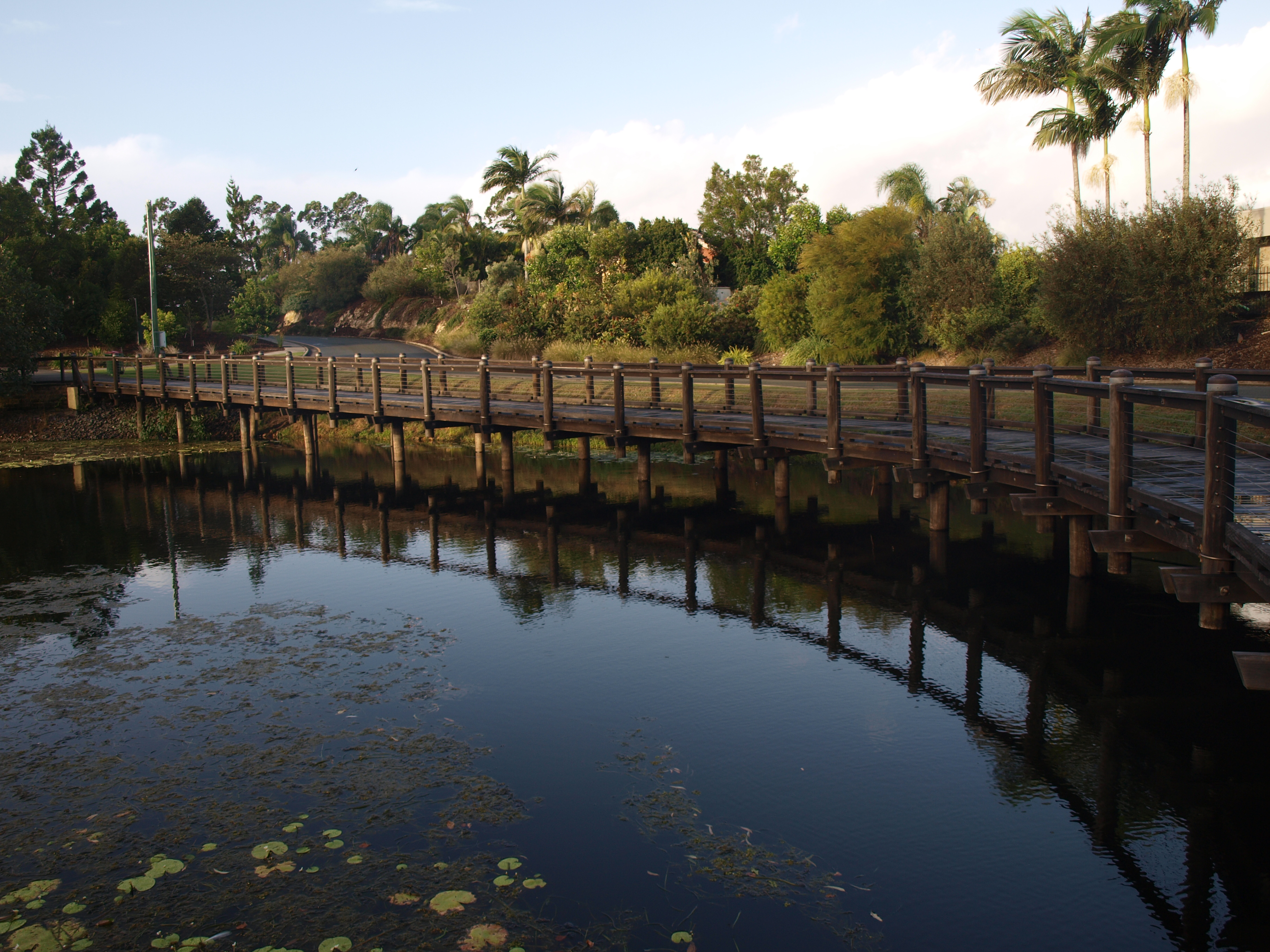
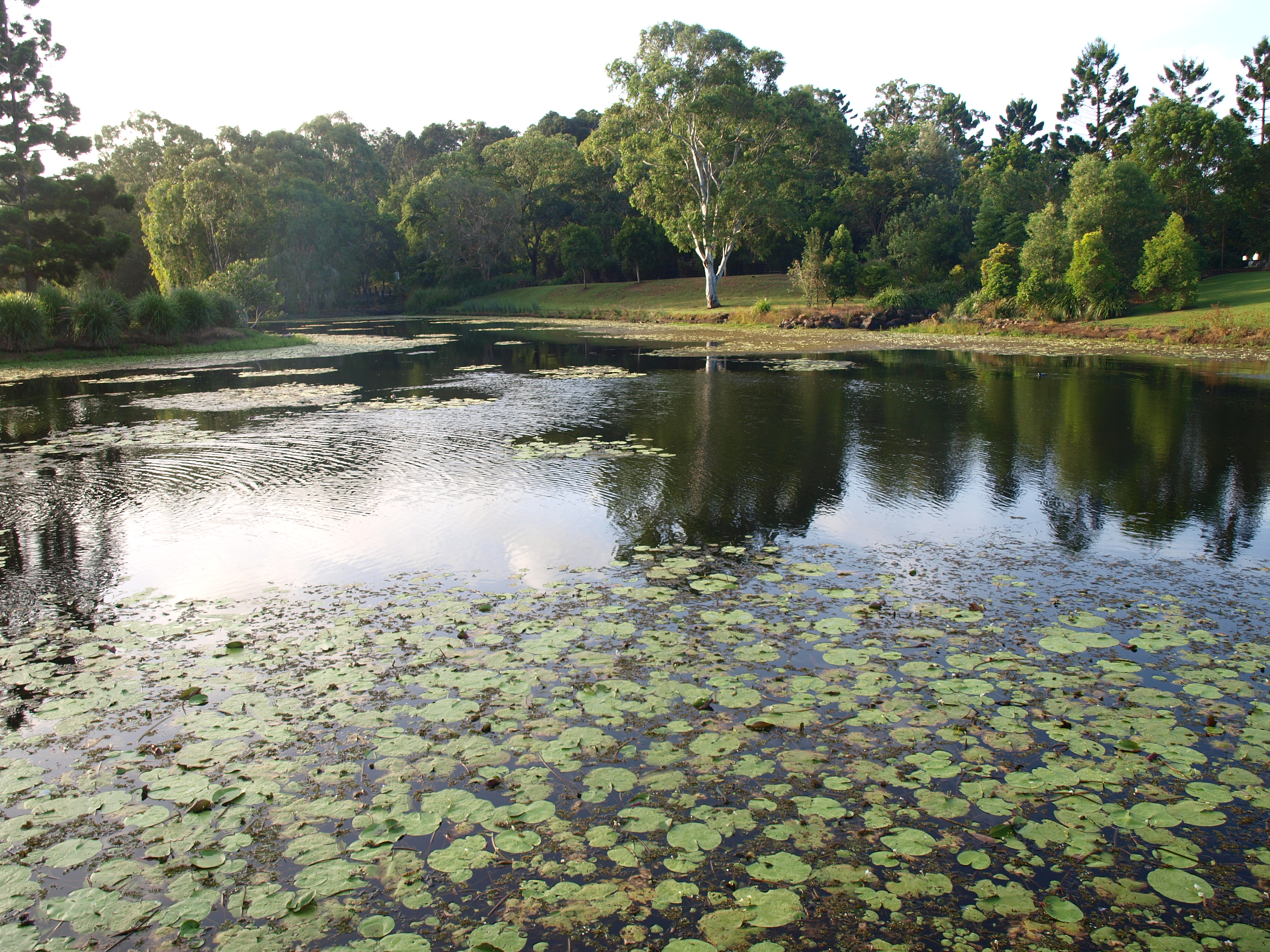
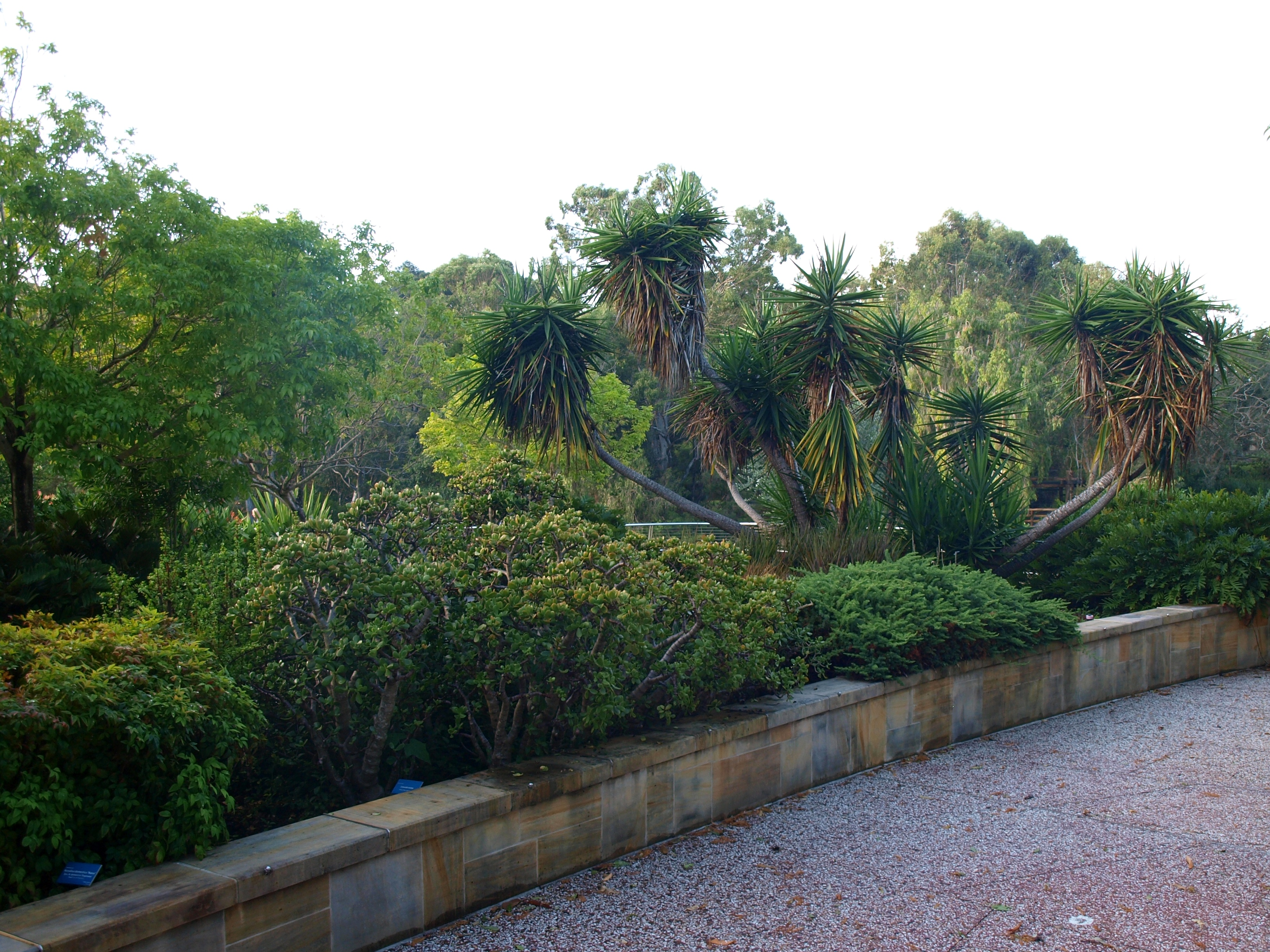
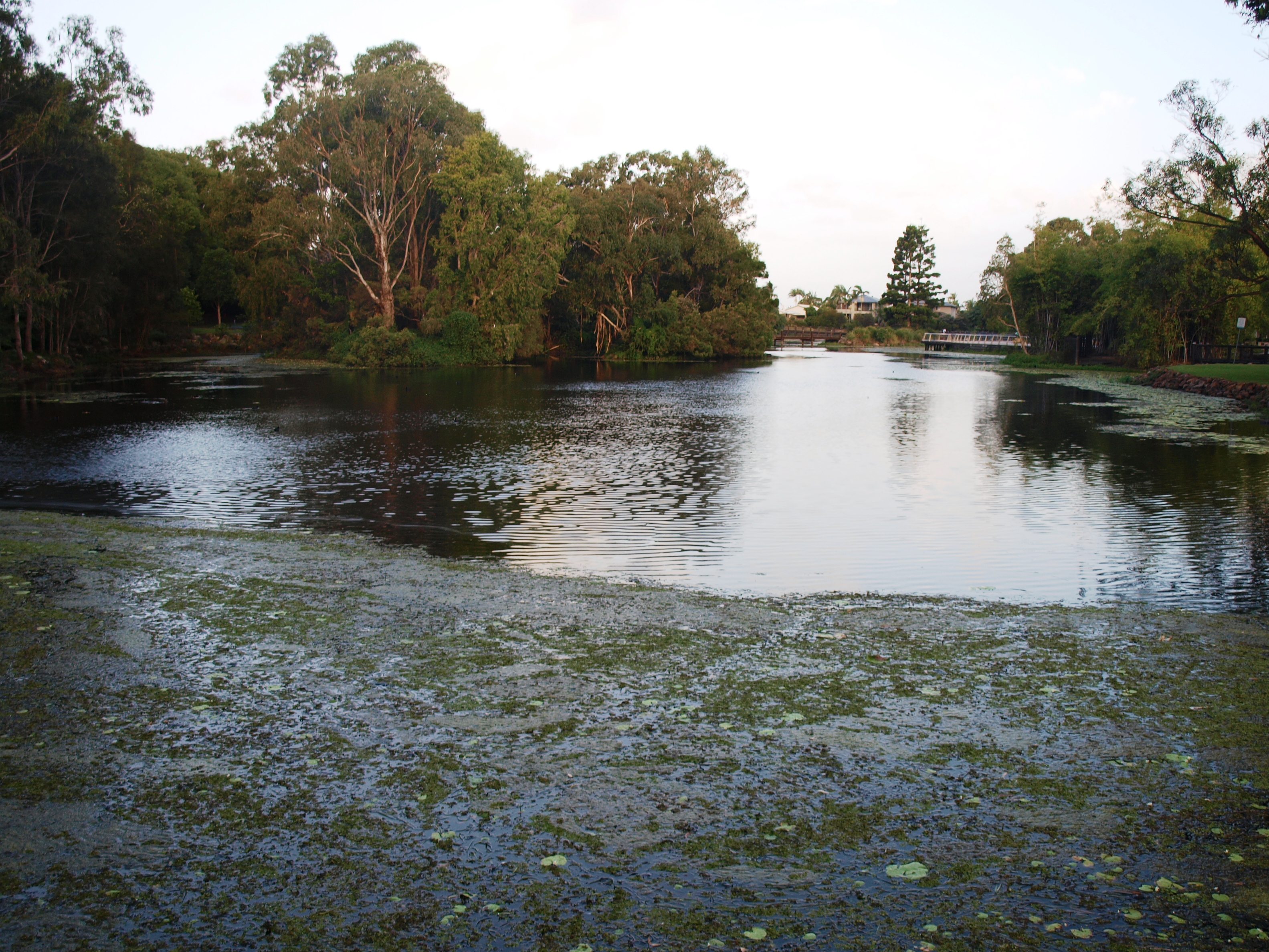
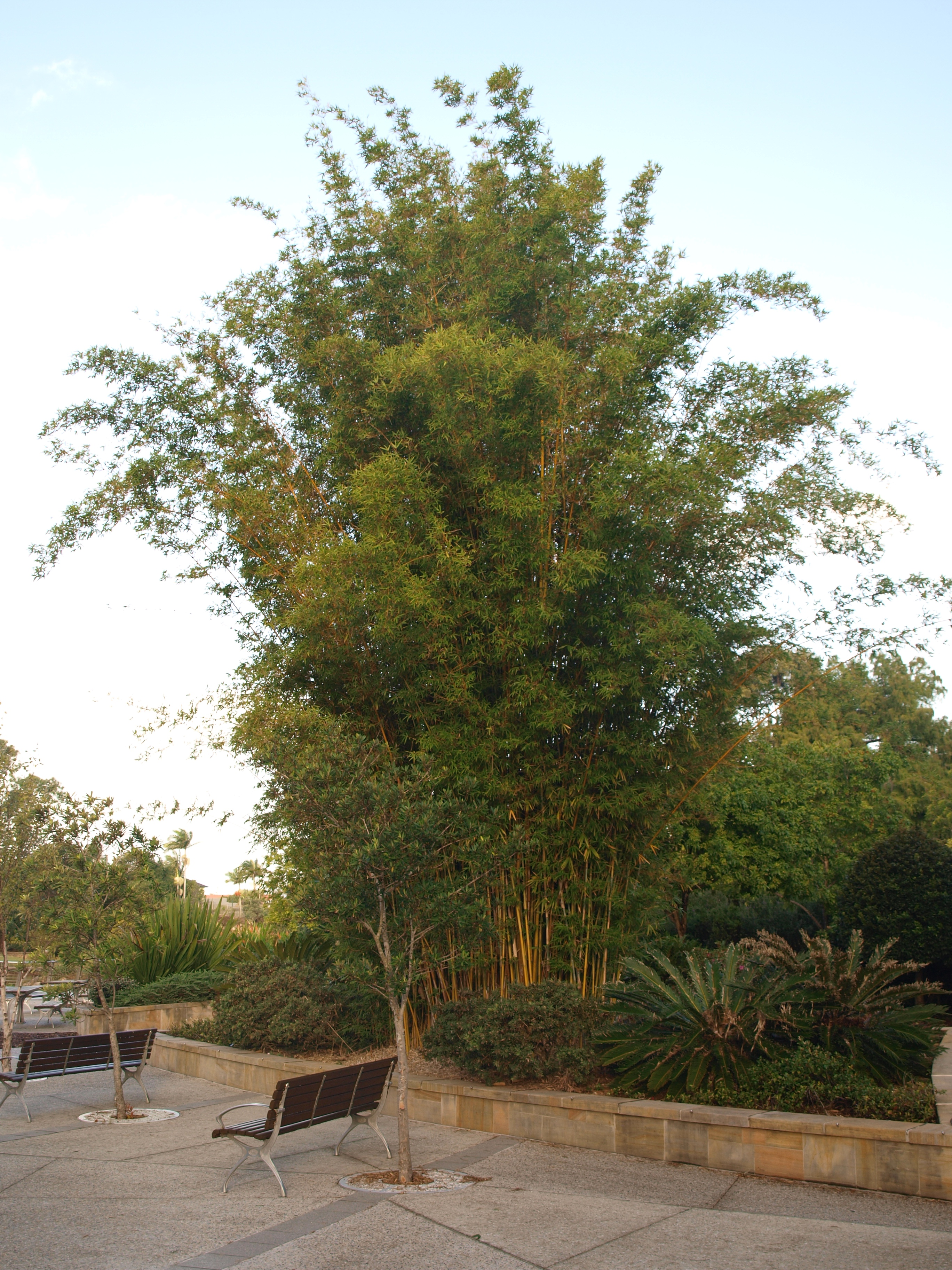
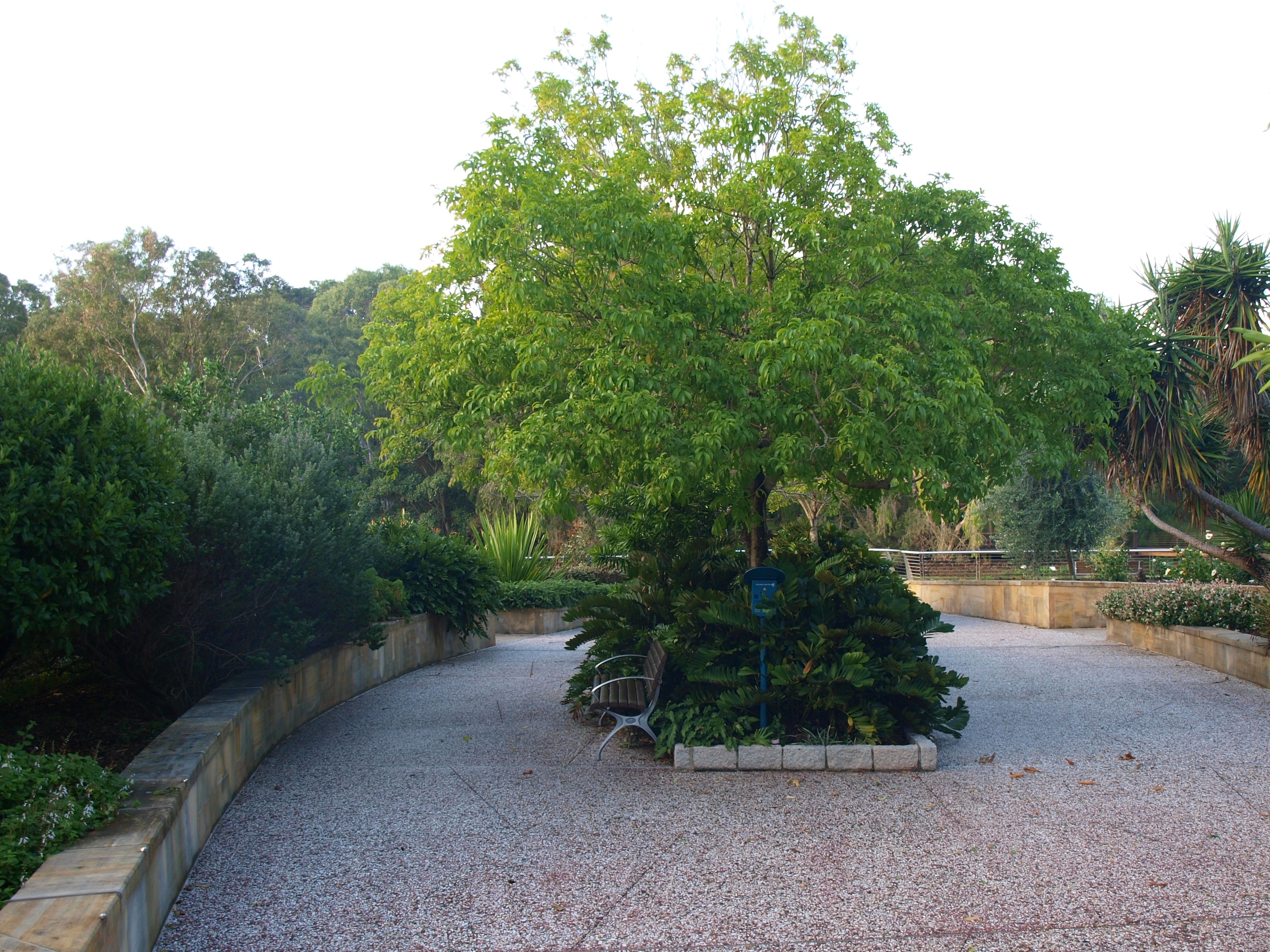
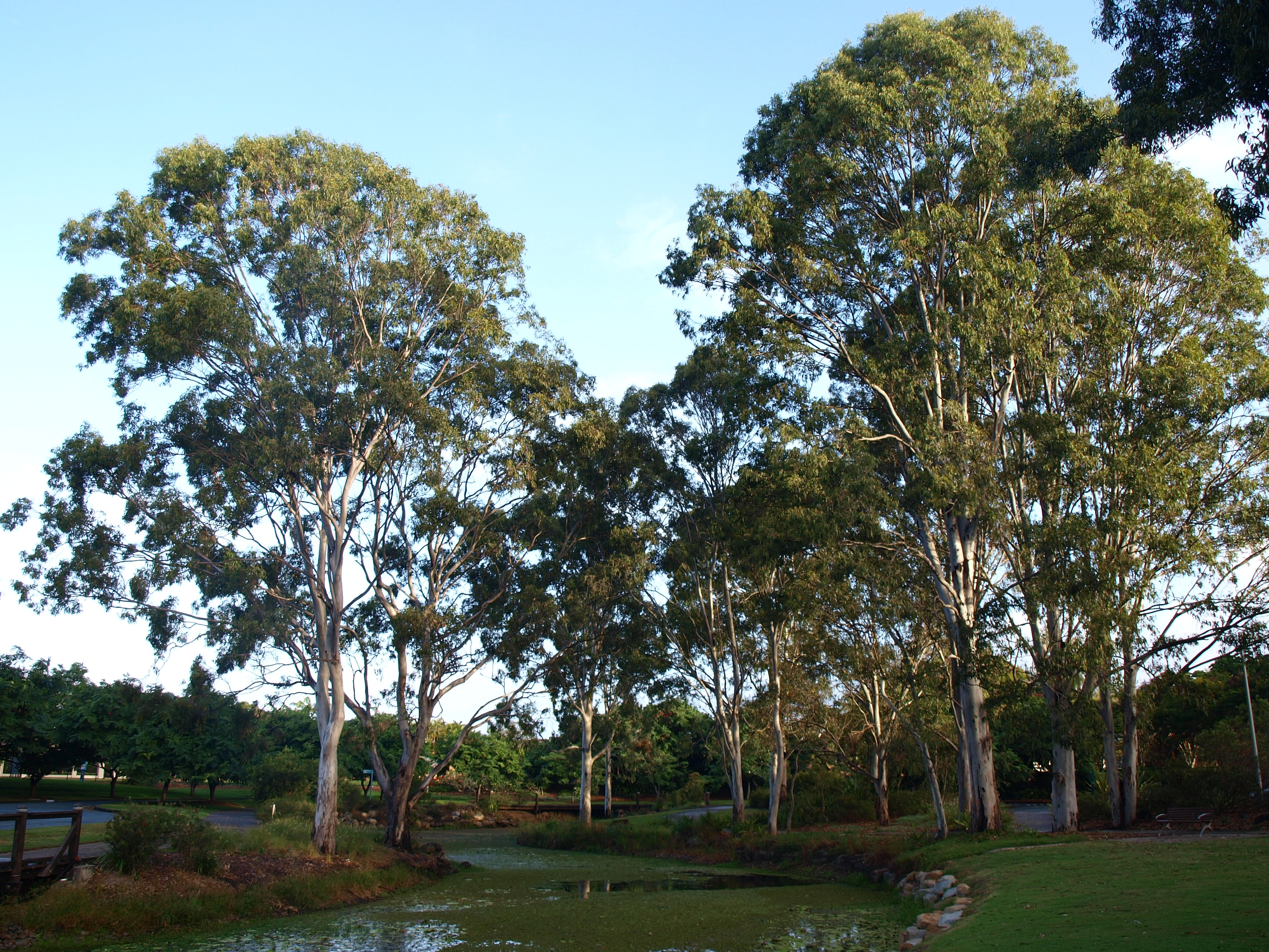
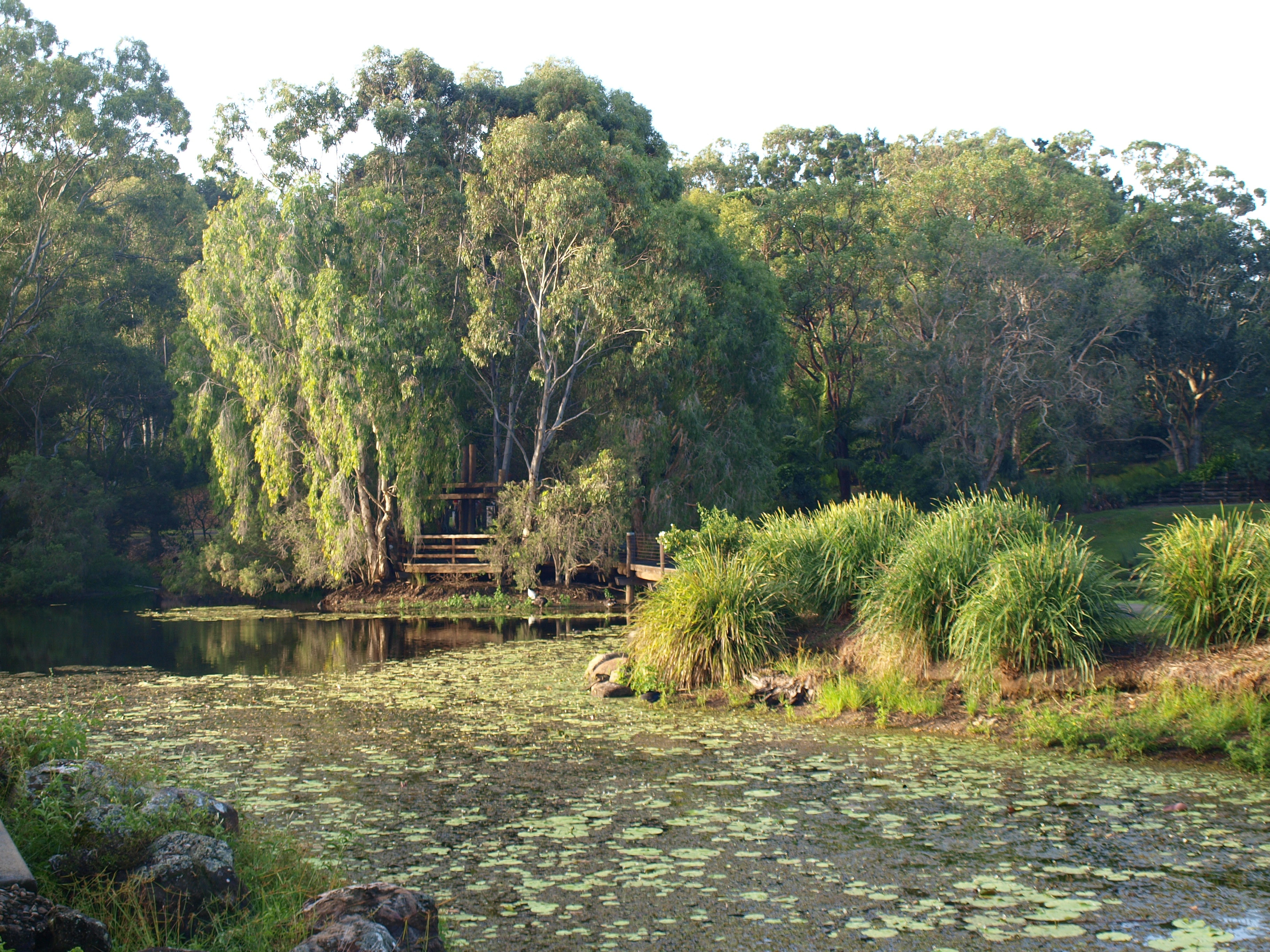
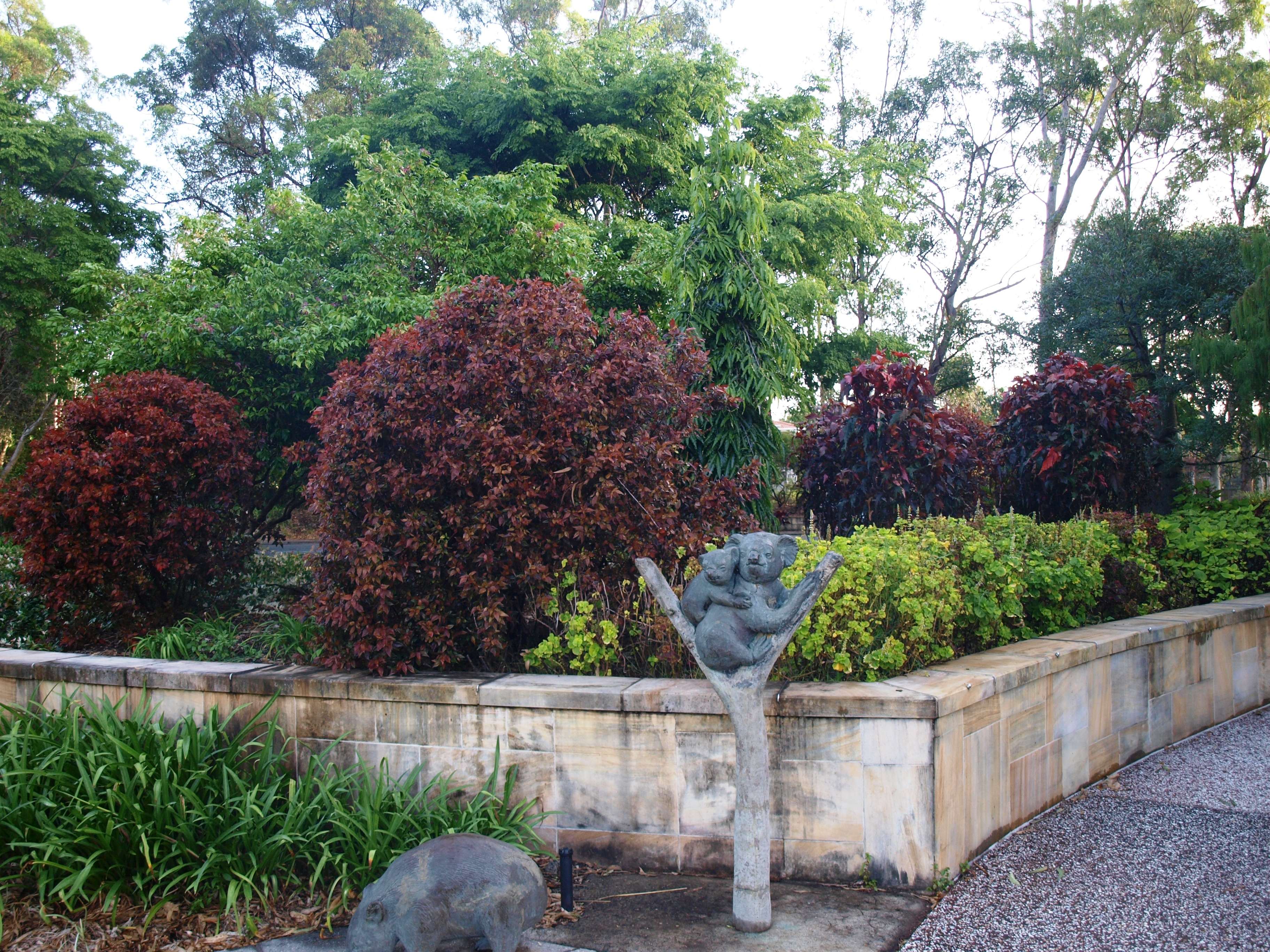